# FIM Legend
|  | No s'ha de confondre amb MotoGP Legend. |

El guardó FIM Legend (en català, Llegenda de la FIM) és el màxim honor que atorga la Federació Internacional de Motociclisme (FIM) a una personalitat que s'ha distingit dins el camp del motociclisme. El premi es lliura als homenatjats durant la cerimònia anual dels FIM Awards, que organitza la FIM en indrets variables, però sovint a Montecarlo, al final de la temporada de curses.
Des de l'instauració del premi l'any 2010 la FIM ha seleccionat 59 «llegendes» per llur trajectòria dins el motociclisme en qualsevol de les modalitats, des dels campions del món de velocitat més reeixits com ara Giacomo Agostini, Ángel Nieto, Phil Read i Jim Redman fins a pilots destacats de ral·li raid com ara Cyril Despres o Hubert Auriol, passant per campions del món de motocròs, trial, enduro i totes les especialitats del motociclisme en pista. La llista d'homenatjats es completa cada any amb una dona –sovint, pionera dins el seu camp– i, darrerament, amb membres de la FIM que han excel·lit per llur activitat.
A 1 de gener de 2025

## Cerimònies
Les cerimònies de lliurament de trofeus de la FIM (FIM Awards), conegudes com a FIM Gala, se celebren anualment a cap d'any per tal de reunir tots els integrants del món del motociclisme un cop acabada la temporada. Són festes d'etiqueta en què els campions del món de cada campionat reben el trofeu acreditatiu del seu títol i són homenatjats. D'ençà del 2010, a més, durant la cerimònia es lliuren també els guardons FIM Legend als qui han estat seleccionats per a aquest guardó honorífic aquell any. Aquesta és la llista de cerimònies FIM Awards celebrades fins al moment en què s'ha lliurat els guardons FIM Legend.
| Edició                  | Any  | Data                                    | Lloc                                    | Ref.                                    |
| ----------------------- | ---- | --------------------------------------- | --------------------------------------- | --------------------------------------- |
| 1                       | 2010 | 6 de desembre                           | Estoril, Portugal                       | [ 3 ]                                   |
| 2                       | 2011 | 11 de desembre                          | Estoril, Portugal                       | [ 4 ]                                   |
| 3                       | 2012 | 2 de desembre                           | Montecarlo, Mònaco                      | [ 5 ]                                   |
| 4                       | 2013 | 1 de desembre                           | Montecarlo, Mònaco                      | [ 6 ]                                   |
| 5                       | 2014 | 29 de novembre                          | Jerez de la Frontera, Espanya           | [ 7 ]                                   |
| 6                       | 2015 | 22 de novembre                          | Jerez de la Frontera, Espanya           | [ 8 ]                                   |
| 7                       | 2016 | 27 de novembre                          | Berlín, Alemanya                        | [ 9 ]                                   |
| 2017-2018: No celebrada |      |                                         |                                         |                                         |
| 8                       | 2019 | 3 de desembre                           | Montecarlo, Mònaco                      | [ 10 ]                                  |
|                         | 2020 | Cancel·lada per la pandèmia de COVID-19 | Cancel·lada per la pandèmia de COVID-19 | Cancel·lada per la pandèmia de COVID-19 |
| 9                       | 2021 | 4 de desembre                           | Montecarlo, Mònaco                      | [ 11 ]                                  |
| 10                      | 2022 | 3 de desembre                           | Rímini, Itàlia                          | [ 12 ]                                  |
| 11                      | 2023 | 3 de desembre                           | Liverpool, Anglaterra                   | [ 13 ]                                  |
| 12                      | 2024 | 7 de desembre                           | Palma, Mallorca                         | [ 14 ]                                  |

## Llegendes de la FIM per any
Font:
|  | Pilot femenina |

| Any  | Nom                    | Nacionalitat     | Modalitat            | Mèrits                                                                                         |
| ---- | ---------------------- | ---------------- | -------------------- | ---------------------------------------------------------------------------------------------- |
| 2010 | Giacomo Agostini       | Itàlia           | Velocitat            | 15 vegades Campió del Món (8 en 500cc, 7 en 350cc)                                             |
| 2010 | Roger De Coster        | Bèlgica          | Motocròs             | 5 vegades Campió del Món en 500cc                                                              |
| 2010 | Jordi Tarrés           | Catalunya        | Trial                | 7 vegades Campió del Món                                                                       |
| 2010 | Anders Eriksson        | Suècia           | Enduro               | 7 vegades Campió del Món en 3 categories                                                       |
| 2010 | Ivan Mauger            | Nova Zelanda     | Speedway, long track | 6 vegades Campió del Món                                                                       |
| 2010 | Katja Poensgen         | Alemanya         | Velocitat            | Campiona de la Supermono Cup                                                                   |
|      |                        |                  |                      |                                                                                                |
| 2011 | Ángel Nieto            | Espanya          | Velocitat            | 13 vegades Campió del Món (7 en 125cc, 6 en 50cc)                                              |
| 2011 | Carl Fogarty           | Regne Unit       | Velocitat            | 4 vegades Campió del Món de SBK, 2 vegades Campió del Món de TT-F1, 1 de resistència           |
| 2011 | Eric Geboers           | Bèlgica          | Motocròs             | 5 vegades Campió del Món (2 en 125cc, 1 en 250cc, 2 en 500cc)                                  |
| 2011 | Yrjö Vesterinen        | Finlàndia        | Trial                | 3 vegades Campió del Món                                                                       |
| 2011 | Giovanni Sala          | Itàlia           | Enduro               | 6 vegades Campió del Món en 5 categories                                                       |
| 2011 | Tony Rickardsson       | Suècia           | Speedway             | 6 vegades Campió del Món                                                                       |
| 2011 | Iris Krämer            | Alemanya         | Trial                | 1 vegada Campiona del Món i 6 vegades Subcampiona                                              |
|      |                        |                  |                      |                                                                                                |
| 2012 | Jim Redman             | Rhodesia         | Velocitat            | 6 vegades Campió del Món (4 en 350cc, 2 en 250cc)                                              |
| 2012 | Torsten Hallman        | Suècia           | Motocròs             | 4 vegades Campió del Món en 250cc                                                              |
| 2012 | Dougie Lampkin         | Regne Unit       | Trial                | 12 vegades Campió del Món (7 d'outdoor, 5 d'indoor)                                            |
| 2012 | Kari Tiainen           | Finlàndia        | Enduro               | 7 vegades Campió del Món en 3 categories                                                       |
| 2012 | Hubert Auriol          | França           | Ral·li raid          | 2 victòries al Ral·li Dakar                                                                    |
| 2012 | Hans Nielsen           | Dinamarca        | Speedway             | 4 vegades Campió del Món                                                                       |
| 2012 | Mary McGee             | Estats Units     | Velocitat, motocròs  | Pionera del motociclisme femení als EUA                                                        |
|      |                        |                  |                      |                                                                                                |
| 2013 | Phil Read              | Regne Unit       | Velocitat            | 7 vegades Campió del Món (4 en 250cc, 1 en 125cc, 2 en 500cc) 1 vegada Campió del Món de TT-F1 |
| 2013 | Harry Everts           | Bèlgica          | Motocròs             | 4 vegades Campió del Món (1 en 250cc, 3 en 125cc)                                              |
| 2013 | Malcolm Rathmell       | Regne Unit       | Trial                | 1 vegada Campió d'Europa                                                                       |
| 2013 | Alessandro Gritti      | Itàlia           | Enduro               | 4 vegades Campió d'Europa (1 en 125cc, 3 en 250cc)                                             |
| 2013 | Cyril Neveu            | França           | Ral·li raid          | 5 victòries al Ral·li Dakar                                                                    |
| 2013 | Ove Fundin             | Suècia           | Speedway             | 6 vegades Campió del Món                                                                       |
| 2013 | Jutta Kleinschmidt     | Alemanya         | Ral·li raid          | 1 victòria al Ral·li Dakar (cotxes)                                                            |
|      |                        |                  |                      |                                                                                                |
| 2014 | Jorge Martínez "Aspar" | País Valencià    | Velocitat            | 4 vegades Campió del Món (3 en 80cc, 1 en 125cc)                                               |
| 2014 | Sue Fish               | Estats Units     | Motocròs             | Pionera del motocròs femení als EUA                                                            |
| 2014 | Sammy Miller           | Irlanda del Nord | Trial, velocitat     | 2 vegades Campió d'Europa, 5 victòries als SSDT 3r al mundial de 250cc el 1957                 |
| 2014 | Květoslav Mašita       | Txèquia          | Enduro               | 10 vegades Campió d'Europa en 350cc, 6 victòries als ISDT                                      |
| 2014 | Thierry Magnaldi       | França           | Ral·li raid          | 1 victòria a la Copa Mundial de Ral·lis Cross-Country                                          |
| 2014 | Gerd Riss              | Alemanya         | Long track           | 8 vegades Campió del Món                                                                       |
|      |                        |                  |                      |                                                                                                |
| 2015 | Max Deubel             | Alemanya         | Velocitat            | 4 vegades Campió del Món de sidecars                                                           |
| 2015 | Heikki Mikkola         | Finlàndia        | Motocròs             | 4 vegades Campió del Món (3 en 500cc, 1 en 250cc)                                              |
| 2015 | Martine de Cortanze    | França           | Enduro, ral·li raid  | Pionera de l'enduro femení i els raids a França                                                |
| 2015 | Ole Olsen              | Dinamarca        | Speedway             | 8 vegades Campió del Món                                                                       |
| 2015 | Mick Andrews           | Regne Unit       | Trial                | 2 vegades Campió d'Europa, 5 victòries als SSDT                                                |
| 2015 | Guglielmo Andreini     | Itàlia           | Enduro               | 3 victòries als ISDT, 15 medalles d'or                                                         |
| 2015 | Franco Picco           | Itàlia           | Ral·li raid          | 2 podis al Ral·li Dakar                                                                        |
|      |                        |                  |                      |                                                                                                |
| 2016 | Luigi Taveri           | Suïssa           | Velocitat            | 3 vegades Campió del Món en 125cc                                                              |
| 2016 | Jacky Vimond           | França           | Motocròs             | 1 vegada Campió del Món en 250cc                                                               |
| 2016 | Per-Olof Serenius      | Suècia           | Ice Speedway         | 5 vegades Campió del Món                                                                       |
| 2016 | Gilles Burgat          | França           | Trial                | 1 vegada Campió del Món, 1 victòria als SSDT                                                   |
| 2016 | Gualtiero Brissoni     | Itàlia           | Enduro               | 5 vegades Campió d'Europa (3 en 125cc, 2 en 250cc)                                             |
| 2016 | Heinz Kinigadner       | Àustria          | Ral·li raid          | 2 vegades Campió del Món de motocròs en 250cc i nombroses victòries en raids                   |
| 2016 | Tomo Igata             | Japó             | Velocitat            | Pionera femenina al mundial de velocitat                                                       |
|      |                        |                  |                      |                                                                                                |
| 2019 | Max Biaggi             | Itàlia           | Velocitat            | 4 vegades Campió del Món en 250cc, 1 en SBK                                                    |
| 2019 | Joël Robert            | Bèlgica          | Motocròs             | 6 vegades Campió del Món en 250cc                                                              |
| 2019 | Juha Salminen          | Finlàndia        | Enduro               | 13 vegades Campió del Món, 7 victòries als ISDE                                                |
| 2019 | Carmelo Ezpeleta       | Catalunya        | Promotor de la FIM   | Directiu de Dorna Sports (MotoGP)                                                              |
| 2019 | Guy Maitre             | Suïssa           | Membre de la FIM     | Executiu en cap de la FIM                                                                      |
| 2019 | Rob Rasor              | Estats Units     | Membre de la FIM     | Directiu de l'AMA i de la FIM                                                                  |
|      |                        |                  |                      |                                                                                                |
| 2021 | Franco Uncini          | Itàlia           | Velocitat            | 1 vegada Campió del Món en 500cc                                                               |
| 2021 | Cyril Despres          | França           | Ral·li raid          | 5 victòries al Ral·li Dakar                                                                    |
| 2021 | Bernie Schreiber       | Estats Units     | Trial                | 1 vegada Campió del Món, 1 victòria als SSDT                                                   |
| 2021 | Greg Hancock           | Estats Units     | Speedway             | 4 vegades Campió del Món                                                                       |
| 2021 | Giuseppe Luongo        | Itàlia           | Promotor de la FIM   | President de Youthstream (MXGP)                                                                |
| 2021 | Paul Bellamy           | Regne Unit       | Promotor de la FIM   | Director de BSI/IMG Speedway                                                                   |
|      |                        |                  |                      |                                                                                                |
| 2022 | Petteri Silván         | Finlàndia        | Enduro               | 5 vegades Campió del Món, 4 victòries als ISDE                                                 |
| 2022 | Jason Crump            | Austràlia        | Speedway             | 3 vegades Campió del Món, 1 vegada Campió del Món Sub-21                                       |
|      |                        |                  |                      |                                                                                                |
| 2023 | Dave Thorpe            | Regne Unit       | Motocròs             | 3 vegades Campió del Món en 500cc                                                              |
| 2023 | Livia Lancelot         | França           | Motocròs             | 2 vegades Campiona del Món                                                                     |
| 2023 | Barry Briggs           | Nova Zelanda     | Speedway             | 4 vegades Campió del Món                                                                       |
| 2023 | François Ribeiro       | França           | Promotor de la FIM   | Director d'Infinite Reality                                                                    |
|      |                        |                  |                      |                                                                                                |
| 2024 | Dominique Méliand      | França           | Velocitat            | Fundador i director del Suzuki Endurance Racing Team                                           |

## Llegendes de la FIM per modalitat

### Llegendes de la velocitat
Els pilots llegenda de la velocitat es coneixen com a FIM Circuit Racing Legends.
| Any  | Nom                    |
| ---- | ---------------------- |
| 2010 | Giacomo Agostini       |
| 2010 | Katja Poensgen         |
| 2011 | Ángel Nieto            |
| 2011 | Carl Fogarty           |
| 2012 | Jim Redman             |
| 2012 | Mary McGee             |
| 2013 | Phil Read              |
| 2014 | Jorge Martínez "Aspar" |
| 2015 | Max Deubel             |
| 2016 | Luigi Taveri           |
| 2016 | Tomo Igata             |
| 2019 | Max Biaggi             |
| 2021 | Franco Uncini          |
| 2024 | Dominique Méliand      |

### Llegendes del motocròs
Els pilots llegenda del motocròs es coneixen com a FIM Motocross Legends.
| Any  | Nom             |
| ---- | --------------- |
| 2010 | Roger De Coster |
| 2011 | Eric Geboers    |
| 2012 | Torsten Hallman |
| 2013 | Harry Everts    |
| 2014 | Sue Fish        |
| 2015 | Heikki Mikkola  |
| 2016 | Jacky Vimond    |
| 2019 | Joël Robert     |
| 2023 | Dave Thorpe     |
| 2023 | Livia Lancelot  |

### Llegendes del trial
Els pilots llegenda del trial es coneixen com a FIM Trial Legends.
| Any  | Nom              |
| ---- | ---------------- |
| 2010 | Jordi Tarrés     |
| 2011 | Yrjö Vesterinen  |
| 2011 | Iris Krämer      |
| 2012 | Dougie Lampkin   |
| 2013 | Malcolm Rathmell |
| 2014 | Sammy Miller     |
| 2015 | Mick Andrews     |
| 2016 | Gilles Burgat    |
| 2021 | Bernie Schreiber |

### Llegendes de l'enduro
Els pilots llegenda de l'enduro es coneixen com a FIM Enduro Legends.
| Any  | Nom                 |
| ---- | ------------------- |
| 2010 | Anders Eriksson     |
| 2011 | Giovanni Sala       |
| 2012 | Kari Tiainen        |
| 2013 | Alessandro Gritti   |
| 2014 | Květoslav Mašita    |
| 2015 | Guglielmo Andreini  |
| 2015 | Martine de Cortanze |
| 2016 | Gualtiero Brissoni  |
| 2019 | Juha Salminen       |
| 2022 | Petteri Silván      |

### Llegendes del ral·li raid
Els pilots llegenda del ral·li raid es coneixen com a FIM Cross-Country Rallies Legends.
| Any  | Nom                |
| ---- | ------------------ |
| 2012 | Hubert Auriol      |
| 2013 | Cyril Neveu        |
| 2013 | Jutta Kleinschmidt |
| 2014 | Thierry Magnaldi   |
| 2015 | Franco Picco       |
| 2016 | Heinz Kinigadner   |
| 2021 | Cyril Despres      |

### Llegendes del "track racing"
Els pilots llegenda del motociclisme en pista es coneixen com a FIM Track Racing Legends.
| Any  | Nom               |
| ---- | ----------------- |
| 2010 | Ivan Mauger       |
| 2011 | Tony Rickardsson  |
| 2012 | Hans Nielsen      |
| 2013 | Ove Fundin        |
| 2014 | Gerd Riss         |
| 2015 | Ole Olsen         |
| 2016 | Per-Olof Serenius |
| 2021 | Greg Hancock      |
| 2022 | Jason Crump       |
| 2023 | Barry Briggs      |

### Dones
Anualment, la FIM designa també una dona com a llegenda, la FIM Women's Legend.
| Any  | Nom                 |
| ---- | ------------------- |
| 2010 | Katja Poensgen      |
| 2011 | Iris Krämer         |
| 2012 | Mary McGee          |
| 2013 | Jutta Kleinschmidt  |
| 2014 | Sue Fish            |
| 2015 | Martine de Cortanze |
| 2016 | Tomo Igata          |

### Altres
Des del 2019 es lliuren també guardons Legend a membres destacats de la FIM i entitats col·laboradores.
| Any  | Nom              |
| ---- | ---------------- |
| 2019 | Carmelo Ezpeleta |
| 2019 | Guy Maitre       |
| 2019 | Rob Rasor        |
| 2021 | Giuseppe Luongo  |
| 2021 | Paul Bellamy     |
| 2023 | François Ribeiro |